# Ampithoe plumulosa
Ampithoe plumulosa är en kräftdjursart som beskrevs av Robert Alan Shoemaker 1938. Ampithoe plumulosa ingår i släktet Ampithoe och familjen Ampithoidae.

## Underarter
Arten delas in i följande underarter:
- A. p. plumulosa
- A. p. tepahue